# Ciudad Victoria
Ciudad Victoria er hovedstaden i den mexicanske delstat Tamaulipas. Byen ligger midt i staten, dækker 1638 km² og har omtrent 261 000 indbyggere.
Ciudad Victoria blev grundlagt 6. oktober 1750 af José de Escandón y Helguera og fik navnet Villa de Santa Maria de Aguayo. 20. april 1825 blev byen officielt tildelt bystatus, og skiftede navn til Ciudad Victoria, efter Mexicos første præsident, Guadalupe Victoria. I 1890 blev der lagt jernbane gennem byen, og det gjorde byen til et stoppested mellem Monterrey og Tampico.
Mange vigtige monumenter og bygninger blev bygget omkring 1900, blandt andet en bronzestatue af Benito Juárez i 1897, et teater i 1899 og et monument for heltene fra frigørelsen af Mexico.
1. ↑  www.inegi.org.mx (fra Wikidata).